# Болівар (селище, Нью-Йорк)
Болівар (англ. Bolivar) — селище (англ. village) в США, в окрузі Аллегені штату Нью-Йорк. Населення — 1010 осіб (2020).

## Географія
Болівар розташований за координатами 42°4′6″ пн. ш. 78°9′58″ зх. д. / 42.06833° пн. ш. 78.16611° зх. д. (42.068409, -78.166224).  За даними Бюро перепису населення США в 2010 році селище мало площу 2,07 км², уся площа — суходіл.

## Демографія
Згідно з переписом 2010 року, у селищі мешкало 1047 осіб у 425 домогосподарствах у складі 268 родин. Густота населення становила 506 осіб/км².  Було 483 помешкання (234/км²).
Расовий склад населення:
| - 97,6 % — білих - 1,1 % — чорних або афроамериканців - 0,4 % — корінних американців - 0,3 % — азіатів |

До двох чи більше рас належало 0,7 %. Частка іспаномовних становила 1,1 % від усіх жителів.
За віковим діапазоном населення розподілялося таким чином: 28,0 % — особи молодші 18 років, 58,5 % — особи у віці 18—64 років, 13,5 % — особи у віці 65 років та старші. Медіана віку мешканця становила 35,7 року. На 100 осіб жіночої статі у селищі припадало 96,8 чоловіків;  на 100 жінок у віці від 18 років та старших — 96,9 чоловіків також старших 18 років.
Середній дохід на одне домашнє господарство  становив 56 172 долари США (медіана — 41 042), а середній дохід на одну сім'ю — 68 883 долари (медіана — 50 536). За межею бідності перебувало 13,8 % осіб, у тому числі 10,9 % дітей у віці до 18 років та 8,3 % осіб у віці 65 років та старших.
Цивільне працевлаштоване населення становило 477 осіб. Основні галузі зайнятості: освіта, охорона здоров'я та соціальна допомога — 34,6 %, виробництво — 11,9 %, будівництво — 11,9 %.